# 奥塔·扎伦巴
奥塔·扎伦巴（捷克語：Ota Zaremba，1957年4月22日—），捷克前男子举重运动员。他曾代表捷克斯洛伐克参加1980年夏季奥林匹克运动会举重比赛，获得男子100公斤级金牌。